# Maajid Nawaz
Maajid Usman Nawaz (en urdú: ماجد نواز), n. Essex, Reino Unido, el 2 de noviembre de 1978) es un activista, escritor, columnista y político británico de ascendencia pakistaní. Fue candidato al parlamento de su país en representación del distrito electoral de Hampstead y Kilburn de Londres con el partido Liberal Demócrata en las elecciones generales de 2015. Además, es el presidente fundador de Quilliam, un think-tank anti-extremismo que busca desafiar las narrativas de los extremistas islámicos.
Nacido en el Reino Unido de padres paquistaníes británicos, Nawaz es exmiembro del grupo islamista radical Hizb ut-Tahrir. Esta asociación lo llevó a su arresto en Egipto en diciembre de 2001, en donde estuvo en prisión hasta 2006. El leer libros sobre derechos humanos y el interactuar con Amnistía Internacional, la cual lo catalogó como prisionero de consciencia, le hicieron cambiar de ideología. Esto llevó a Nawaz a dejar en 2007, renunciar a su pasado islamista y realizar activismo en favor de un "islam secular".